# La traducción
La traducción es un relato policial del autor argentino Pablo de Santis.
Esta obra fue finalista del Premio Planeta de 1997.

## Argumento
Los asistentes a un congreso de traducción se ven enfrentados al desafío de aclarar numerosas muertes misteriosas y ven convertidos en realidad sus sueños más inconfesados: el estudio y la pasión por el lenguaje puede tener consecuencias trágicas.. 
Esta novela tiene la particularidad de que su protagonista es escritor, y la literatura en sí misma es importante para la trama.

## Personajes
- Miguel de Blast, protagonista, traductor.
- Elena
- Silvio Naum
- Ana Despina
- José Cantú Rivera
- Julio Khun
- Ximena